# Tres idiotas españolas
Tres idiotas españolas es una obra de teatro de Lidia Falcón, estrenada en 1987.

## Argumento
La obra, consiste en tres monólogos, a través de los cuales, se pretende denunciar los problemas que padecen en la sociedad de hoy las mujeres. En el primero, se muestra a una mujer soltera, explotada por su propia familia como si de una sirvienta se tratara. La segunda nos acerca el problema laboral de las mujeres, a través de una muchacha joven que aspira a un puesto de gran responsabilidad en una empresa. Y finalmente, el tercer monólogo retrata a una hippie.

## Estreno
- Teatro Círculo de Bellas Artes, Madrid, 20 de junio de 1987.
  - Dirección: Gemma Cuervo.
  - Intérpretes: Gemma Cuervo.
- Teatro Lara, Madrid, 20 de abril de 1997.
  - Dirección: Gemma Cuervo.
  - Escenografía: Juan Antonio Cidrón.
  - Intérpretes: Gemma Cuervo.